# USS Drum (SS-228)
USS Drum (SS/AGSS-228) là một tàu ngầm lớp Gato từng phục vụ cùng Hải quân Hoa Kỳ trong Chiến tranh Thế giới thứ hai. Nó là chiếc tàu chiến đầu tiên của Hải quân Hoa Kỳ được đặt cái tên này, theo tên họ Cá lù đù. Nó đã phục vụ trong suốt Thế chiến II, thực hiện tổng cộng mười bốn chuyến tuần tra, đánh chìm 15 tàu Nhật Bản với tổng tải trọng 80.580 tấn, xếp hạng tám về tải trọng trong số tàu ngầm Hoa Kỳ có thành tích nổi bật nhất trong chiến tranh. Được cho ngừng hoạt động sau khi xung đột chấm dứt vào năm 1946, nó được xếp lại lớp như một "tàu ngầm phụ trợ nghiên cứu" AGSS-228 vào năm 1962, và hiện đang được bảo tồn như một tàu bảo tàng tại Mobile, Alabama, được công nhận là một Danh lam Lịch sử Quốc gia Hoa Kỳ từ năm 1986. Drum được tặng thưởng mười hai Ngôi sao Chiến trận do thành tích phục vụ trong Thế Chiến II.

## Thiết kế và chế tạo
Lớp tàu ngầm Gato được thiết kế cho mục đích một tàu ngầm hạm đội nhằm có tốc độ trên mặt nước cao, tầm hoạt động xa và vũ khí mạnh để tháp tùng hạm đội chiến trận. Con tàu dài 311 ft 9 in (95,02 m) và có trọng lượng choán nước 1.525 tấn Anh (1.549 t) khi nổi và 2.424 tấn Anh (2.463 t) khi lặn. Chúng trang bị động cơ diesel dẫn động máy phát điện để cung cấp điện năng cho bốn động cơ điện, đạt được công suất 5.400 shp (4.000 kW) khi nổi và 2.740 shp (2.040 kW) khi lặn, cho phép đạt tốc độ tối đa 21 hải lý trên giờ (39 km/h) và 9 hải lý trên giờ (17 km/h) tương ứng. Tầm xa hoạt động là 11.000 hải lý (20.000 km) khi đi trên mặt nước ở tốc độ 10 hải lý trên giờ (19 km/h) và có thể hoạt động kéo dài đến 75 ngày và lặn được sâu tối đa 300 ft (90 m).
Lớp tàu ngầm Gato được trang bị mười ống phóng ngư lôi 21 in (530 mm), gồm sáu ống trước mũi và bốn ống phía phía đuôi tàu, chúng mang theo tối đa 24 quả ngư lôi. Vũ khí trên boong tàu gồm một hải pháo 3 inch/50 caliber, và thường được tăng cường một khẩu pháo phòng không Bofors 40 mm nòng đơn và một khẩu đội Oerlikon 20 mm nòng đôi, kèm theo súng máy .50 caliber và .30 caliber. Tiện nghi cho thủy thủ đoàn bao gồm điều hòa không khí, thực phẩm trữ lạnh, máy lọc nước, máy giặt và giường ngủ cho hầu hết mọi người, giúp họ chịu đựng cái nóng nhiệt đới tại Thái Bình Dương cùng những chuyến tuần tra kéo dài đến hai tháng rưỡi.
Drum được đặt lườn tại Xưởng hải quân Portsmouth ở Kittery, Maine vào ngày 11 tháng 9, 1940. Nó được hạ thủy vào ngày 12 tháng 5, 1941, được đỡ đầu bởi bà Beatrice M. Holcomb, phu nhân của Thiếu tướng Thomas Holcomb, Tư lệnh Thủy quân Lục chiến, và được cho nhập biên chế cùng Hải quân Hoa Kỳ vào ngày 1 tháng 11, 1941 dưới quyền chỉ huy của Hạm trưởng, Trung tá Hải quân Robert H. Rice. Cho dù không phải là chiếc dẫn đầu cho lớp Gato, nó là chiếc đầu tiên trong lớp được hạ thủy và đưa vào hoạt động trong Thế Chiến II.

## Lịch sử hoạt động

### 1942

#### Chuyến tuần tra thứ nhất
Sau khi hoàn tất việc chạy thử máy huấn luyện ngoài khơi New London, Connecticut và sửa chữa sau chạy thử máy, Drum chuẩn bị để được điều động sang khu vực Mặt trận Thái Bình Dương. Nó rời Căn cứ Tàu ngầm Hải quân New London để đi đến Trân Châu Cảng vào ngày 1 tháng 4, 1942. Sau một chuyến đi đến Midway, nó khởi hành từ Trân Châu Cảng vào ngày 14 tháng 4 cho chuyến tuần tra đầu tiên dọc bờ biển Nhật Bản, và vào ngày 2 tháng 5 đã đánh chìm chiếc tàu chở thủy phi cơ Mizuho; các tàu hộ tống đối phương đã săn lùng ráo riết trong suốt 16 giờ tiếp theo, thả 31 quả mìn sâu nhắm vào nó. Đến cuối tháng 5, nó đánh chìm thêm ba tàu buôn, bao gồm một chiếc không rõ tên, Shonan Maru (5.000 tấn) và Kitakata Maru (2.300 tấn) trước khi quay trở về Trân Châu Cảng vào ngày 12 tháng 6 để được tái trang bị.

#### Chuyến tuần tra thứ hai
Thực hiện chuyến tuần tra thứ hai tại vùng biển giữa Truk và Kavieng từ ngày 10 tháng 7 đến ngày 2 tháng 9, những nỗ lực của Drum không đem lại kết quả do những quả ngư lôi Hoa Kỳ gặp lỗi nghiêm trọng. Nó chí gây hư hại cho một tàu buôn trước khi quay trở về Midway để tái trang bị.

#### Chuyến tuần tra thứ ba
Khởi hành từ Midway vào ngày 23 tháng 9, để thực hiện chuyến tuần tra thứ hai tại vùng biển phía Đông đáo Kyūshū, Drum tấn công một đoàn bốn tàu buôn được máy bay tuần tra bảo vệ trên không vào ngày 8 tháng 10, đánh chìm chiếc Hague Maru (5.652 tấn) vốn đang vận chuyển 4.000 tấn lúa mì, máy móc, thép, dầu, xe cộ và tiền giấy đi sang Đài Loan. Nó sau đó phải lặn sâu để né tránh bom ném phản công từ máy bay đối phương. Sang ngày hôm sau nó tiếp tục đánh chìm chiếc tàu chở hàng Hachimanzan Maru (2.461 tấn), và bị những tàu hộ tống thả mìn sâu truy đuổi. Đến ngày 20 tháng 10, nó lại tấn công một đoàn ba tàu chở hàng được máy bay bảo vệ, đánh chìm thêm chiếc Ryunan Maru (5.106 tấn) và gây hư hại thêm ít nhất hai chiếc khác trước khi kết thúc chuyến tuần tra tại Trân Châu Cảng vào ngày 8 tháng 11.

#### Chuyến tuần tra thứ tư
Trong chuyến tuần tra thứ tư tiến hành từ ngày 29 tháng 11, 1942 đến ngày 24 tháng 1, 1943, Drum làm nhiệm vụ rải thủy lôi tại eo biển Bungo giữa các đảo Kyūshū và Shikoku. Vào ngày 12 tháng 12, nó phát hiện chiếc tàu sân bay Ryūhō đang chở đầy máy bay trên sàn đáp; và mặc dù đang bị ngập nước phía trước tàu do hỏng van, nó vẫn phóng ngư lôi nhắm vào Ryūhō, và một quả trúng đích khiến chiếc tàu sân bay bị nghiêng. Ryūhō buộc phải quay về cảng Yokosuka để sửa chữa, và ngừng hoạt động cho đến tháng 3, 1943. Một tàu khu trục đối phương tiếp cận và tấn công với hai lượt mìn sâu, trong khi chiếc tàu ngầm gặp trục trặc mất kiểm soát độ sâu và trục chân vịt mạn trái ngừng hoạt động. Khi nó nổi lên mặt nước nhiều giờ sau đó để quan sát, máy bay đối phương lại tấn công buộc nó phải tiếp tục lặn. Cũng trong đợt tuần tra này, chiếc tàu ngầm còn gây hư hại cho một tàu chở dầu lớn.

### 1943

#### Chuyến tuần tra thứ năm và thứ sáu
Sau khi được đại tu tại Trân Châu Cảng, Drum thực hiện chuyến tuần tra thứ năm từ ngày 24 tháng 3 đến ngày 13 tháng 5, 1944 tại vùng phía Nam Truk. Nó hoàn tất một nhiệm vụ trinh sát hình ảnh đảo Nauru trước khi đánh chìm tàu buôn Yuzan (Oyama) Maru (3.809 tấn) vào ngày 9 tháng 4, và tàu chở hàng Nisshun Maru (6.380 tấn) đang chở hàng hóa đạn dược vào ngày 18 tháng 4.
Sau khi được tái trang bị tại Brisbane, Australia, Drum tiến hành chuyến tuần tra thứ sáu từ ngày 7 tháng 6 đến ngày 26 tháng 7 ở khu vực phía Bắc quần đảo Bismarck, nơi nó tấn công một đoàn hai tàu chở hành khách được một tàu khu trục hộ tống, đánh chìm được chiếc Myoko Maru (5.086 tấn) vào ngày 17 tháng 6. Con tàu quay trở về Brisbane để được tiếp liệu.

#### Chuyến tuần tra thứ bảy
Trong chuyến tuần tra thứ bảy tiến hành từ ngày 16 tháng 8 đến ngày 29 tháng 9, Drum phóng hai quả ngư lôi gây hư hại cho chiếc Yamagiri Maru (6.439 tấn) vốn đang chở nguyên liệu thô vào ngày 28 tháng 8, và sau đó đánh chìm tàu chở hàng Hakutetsu Maru 13 (1334 tấn) vào ngày 8 tháng 9. Nó hoạt động tuần tra ngoài khơi New Georgia vào lúc diễn ra cuộc đổ bộ lên Guadalcanal, rồi ghé đến Tulagi từ ngày 29 tháng 9 đến ngày 2 tháng 10 để sửa chữa con quay la bàn. Sau đó chiếc tàu ngầm quay trở về Brisbane để tái trang bị.

#### Chuyến tuần tra thứ tám
Khởi hành từ Brisbane vào ngày 2 tháng 11 để thực hiện chuyến tuần tra thứ tám, Drum hoạt động phối hợp cùng với chiến dịch đổ bộ lên mũi Torokina. Nó tuần tra tại vùng biển giữa quần đảo Caroline và New Ireland, đánh chìm tàu tiếp liệu tàu ngầm Hie Maru (11.621 tấn) vào ngày 17 tháng 11. Đến ngày 22 tháng 11, trong khi tấn công một đoàn bốn tàu buôn, nó bị tàu hộ tống đối phương phản công với ba lượt mìn sâu, bị hư hại nặng và phải quay trở về Trân Châu Cảng để sửa chữa, đến nơi vào ngày 5 tháng 12. Do phải tái cấu trúc toàn bộ tháp chỉ huy, chiếc tàu ngầm phải quay trở về vùng bờ Tây để sửa chữa.

### 1944

#### Chuyến tuần tra thứ chín
Quay trở lại Trân Châu Cảng vào ngày 29 tháng 3, 1944, Drum bắt đầu chuyến tuần tra thứ chín vào ngày 9 tháng 4 để hoạt động tại vùng biển chung quanh Iwo Jima và các đảo thuộc quần đảo Bonin. Nó không bắt gặp mục tiêu nào giá trị, nhưng đã trinh sát hình ảnh đảo Chichi Jima nhằm phục vụ cho hoạt động bắn phá hòn đảo này bởi các hạm tàu nổi sau đó. Con tàu quay trở về Majuro để được tiếp liệu từ ngày 31 tháng 5 đến ngày 24 tháng 6.

#### Chuyến tuần tra thứ mười, mười một và mười hai
Trong chuyến tuần tra thứ mười, Drum phục vụ tuần tra tìm kiếm và giải cứu hỗ trợ cho chiến dịch không kích lên các đảo Yap và Palau. Nó cũng đánh chìm một thuyền buồm 125 tấn vào ngày 29 tháng 7, bắt giữ hai tù binh chiến tranh và đưa họ về Trân Châu Cảng vào ngày 14 tháng 8.
Khởi hành từ Trân Châu Cảng vào ngày 9 tháng 9 cho chuyến tuần tra thứ mười một, Drum hướng đến khu vực eo biển Surigao, và sau hai tuần lễ tuần tra mà không phát hiện mục tiêu nào, nó chuyển sang khu vực Bắc biển Đông để tuần tra ngoài khơi đảo Luzon trong khi đang diễn ra cuộc đổ bộ lên Leyte. Vào ngày 24 tháng 10, nó đánh chìm tàu chở hành khách Shikisan Maru (4.725 tấn). Hai ngày sau đó, nó phát hiện một đoàn bao gồm mười tàu buôn và ba tàu hộ tống đang vận chuyển lực lượng tăng viện hướng sang Philippines. Nó đã đánh chìm hai tàu buôn Taihaku Maru (6.886 tấn) và Taisho Maru (6.886 tấn), cùng tàu vận chuyển Tatsura Maru (6.420 tấn), cũng như gây hư hại cho một tàu chở hành khách khác, chiếc Aoki Maru (3.710 tấn). Trên đường quay trở về Majuro để tái trang bị, nó tham gia tìm kiếm và giải cứu phi công bị bắn rơi tại phía Đông eo biển Luzon.
Sau khi được sửa chữa và tiếp liệu tại Drum từ ngày 8 tháng 11 đến ngày 7 tháng 12, Drum lên đường cho chuyến tuần tra thứ mười hai tại khu vực quần đảo Ryūkyū. Nó chỉ bắt gặp duy nhất một mục tiêu, và quay trở về Guam vào ngày 17 tháng 1, 1945.

### 1945

#### Chuyến tuần tra thứ mười ba và mười bốn
Trong chuyến tuần tra thứ mười ba từ ngày 11 tháng 2 đến ngày 2 tháng 4, 1945, Drum phối hợp hoạt động cùng các chiến dịch đổ bộ lên Iwo Jima và Okinawa. Nó phục vụ tuần tra tìm kiếm và giải cứu hỗ trợ cho các chiến dịch không kích tại quần đảo Ryūkyū và lên các đảo chính quốc Nhật Bản trước khi diễn ra cuộc đổ bộ, rồi quay trở về Trân Châu Cảng. 
Sau khi quay trở về vùng bờ Tây cho một đợt đại tu, Drum hoạt động huấn luyện tại khu vực quần đảo Hawaii, rồi khởi hành từ Midway vào ngày 9 tháng 8 cho chuyến tuần tra cuối cùng. Tuy nhiên chuyến đi bị cắt ngắn sau khi Nhật Bản chấp nhận đầu hàng vào ngày 15 tháng 8, giúp chấm dứt vĩnh viễn cuộc xung đột, và con tàu đi đến Saipan trước khi quay trở lại Trân Châu Cảng. Nó tiếp tục băng qua kênh đào Panama để đi đến Portsmouth, New Hampshire. 

### 1947 - 1967
Drum được cho xuất biên chế tại New London, Connecticut vào ngày 16 tháng 2, 1946, và từ ngày 18 tháng 3, 1947 đã phục vụ như tàu huấn luyện tại Washington, D.C., cho nhân sự thuộc Hải quân Dự bị Hoa Kỳ cho đến năm 1967. Nó được xếp lại lớp như một "tàu ngầm phụ trợ nghiên cứu" và mang ký hiệu lườn mới AGSS-228 từ ngày 1 tháng 12, 1962. Tên nó được cho rút khỏi danh sách Đăng bạ Hải quân vào ngày 30 tháng 6, 1968.

## Tàu bảo tàng - Danh lam Lịch sử Quốc gia
Drum được trao tặng cho Ủy ban Thiết giáp hạm USS Alabama vào ngày 14 tháng 4, 1969, rồi được kéo đến Battleship Alabama Memorial Park tại Mobile, Alabama vào ngày 18 tháng 5, 1969. Nó được mở ra cho công chúng tham quan từ ngày 4 tháng 7, 1969. Con tàu được công nhận là một Danh lam Lịch sử Quốc gia Hoa Kỳ vào năm 1986.
Drum neo đậu tại vùng nước phía sau thiết giáp hạm Alabama cho đến khi nó bị hư hại đáng kể do cơn cuồng phong Georges vào năm 1998. Con tàu được chuyển lên đất liền vào mùa Hè năm 2001. Alabama và Drum tiếp tục chịu hư hại do cơn bão Katrina đổ bộ vào bờ vào ngày 29 tháng 8, 2005. Các chuyến tham quan được mở lại cho công chúng từ ngày 9 tháng 1, 2006. Phần lớn kinh phí để bảo trì con tàu được đóng góp bởi một cộng đồng các cựu chiến binh tàu ngầm Hải quân Hoa Kỳ, và cho đến năm 2015, việc phục hồi con tàu tiến triển khả quan, bao gồm việc tái tạo một phần mũi và đuôi tàu và bổ sung dầm chữ I mới trong các thùng dằn để nâng đỡ khối lượng chung của con tàu.

## Những hình ảnh

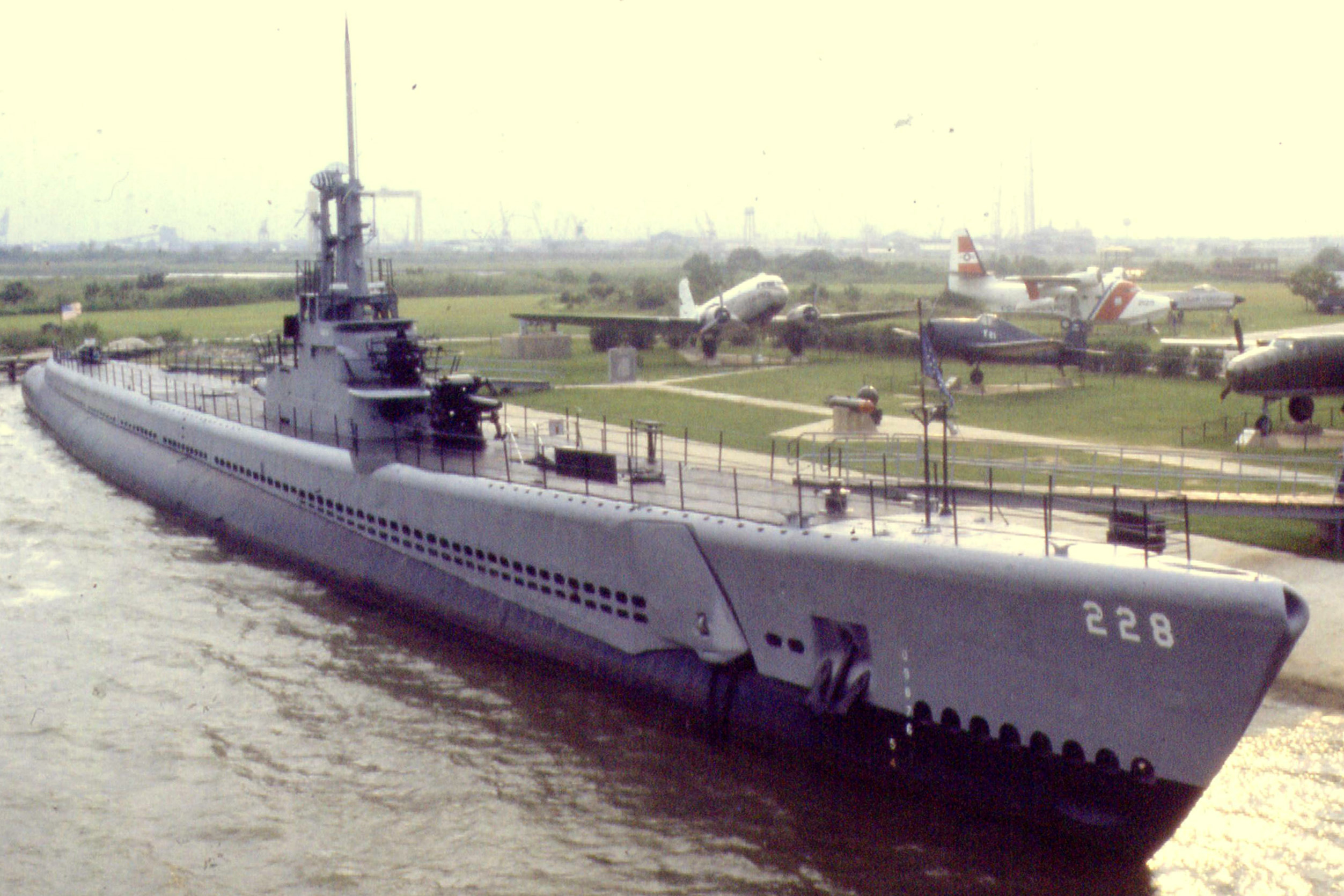
Drum vào năm 1983, trước khi được chuyển lên đất liền
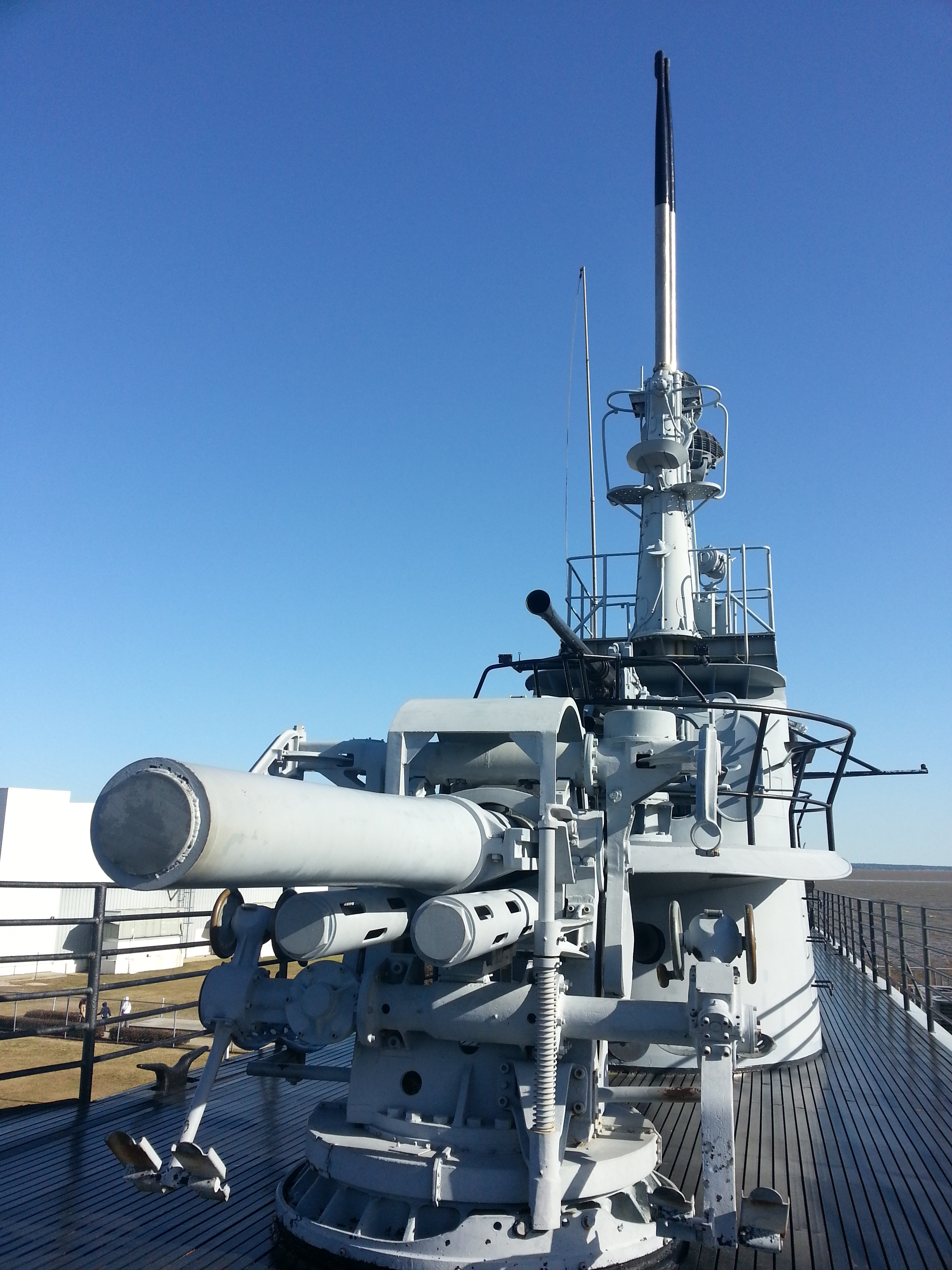
Boong tàu
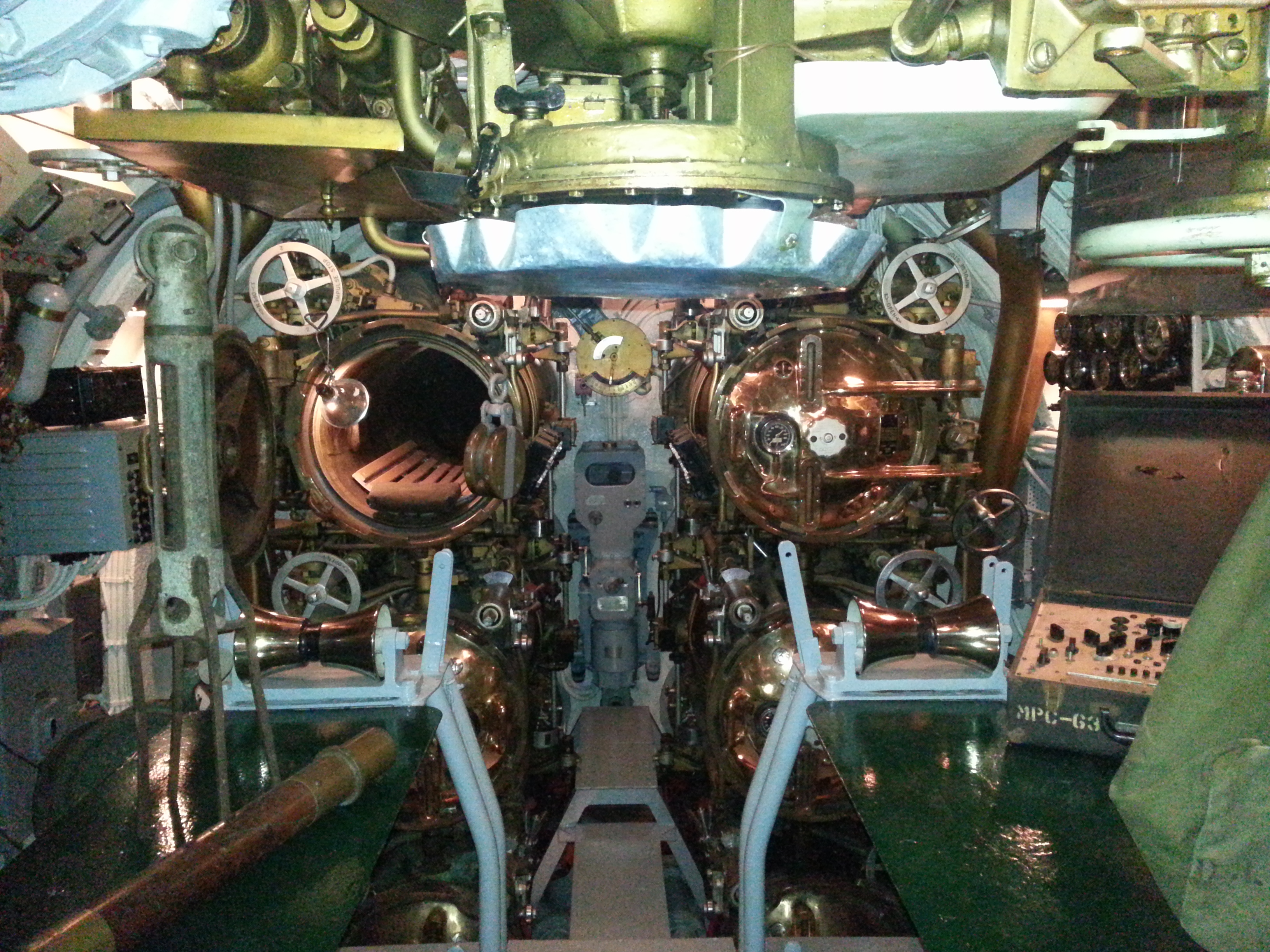
Phòng ngư lôi phía mũi

## Phần thưởng
Drum được tặng thưởng mười hai Ngôi sao Chiến trận do thành tích phục vụ trong Thế Chiến II. Nó được ghi công đã đánh chìm 15 tàu Nhật Bản với tổng tải trọng 80.580 tấn, xếp hạng tám về tải trọng trong số tàu ngầm Hoa Kỳ có thành tích nổi bật nhất trong chiến tranh.
|  |                                                       |  |
|  | Silver star · Silver star · Bronze star · Bronze star |  |

| Dãi băng Hoạt động Tác chiến  |                                                                          |                                      |
| Huân chương Chiến dịch Hoa Kỳ | Huân chương Chiến dịch Châu Á-Thái Bình Dương với 12 Ngôi sao Chiến trận | Huân chương Chiến thắng Thế Chiến II |